# تأملی درباره ایران
تأملی دربارهٔ ایران عنوان کتابی سه جلدی از جواد طباطبایی است که تا کنون دو جلد آن در سه مجلد منتشر شده است. طباطبایی در این مجموعه سعی در تدوین تاریخ اندیشه در ایرانِ دوران جدید، از صفویه بدین سوی، دارد. او هدف خود را از تألیف این اثر چنین بیان می‌دارد: «این ایران، که مبنای هویت تاریخی ماست، چیست؟ آیا می‌توان این ایران را به عنوان ابژه (Object) - به معنای موضوع یک علم - مورد بررسی قرار داد؟ و دربارهٔ آن نظریه‌پردازی کرد؟ و سرانجام آیا می‌توان این ایرانِ موضوع تأمل فلسفی را به تاریخ جهانی پیوند زد؟» پرسشی که تاکنون با وجود تناقض‌ها و ابهامات متعدد بی‌پاسخ مانده است.

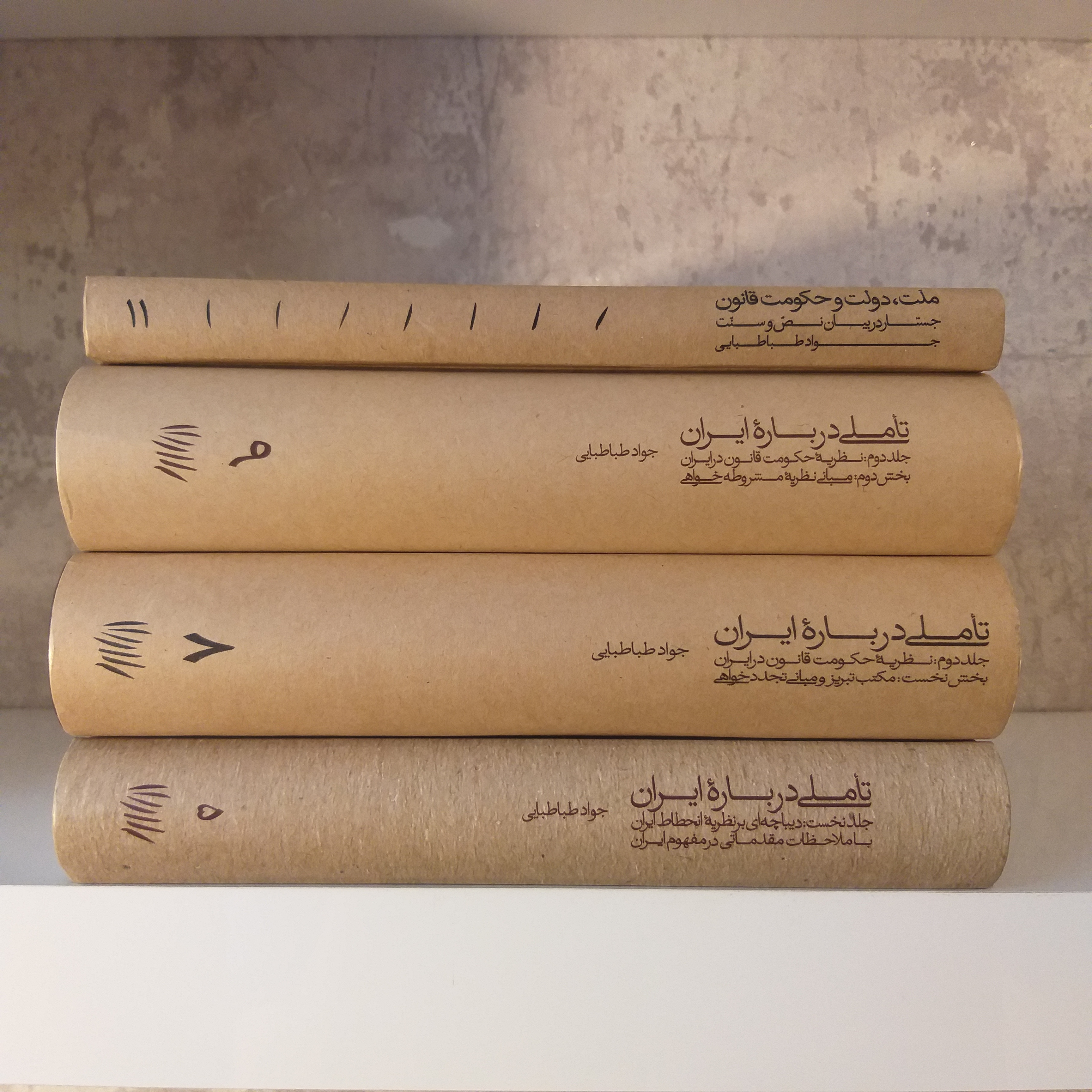
«تأملی دربارهٔ ایران» در دو جلد و سه مجلد، نوشته جواد طباطبایی، به همراه کتاب «ملت، دولت و حکومت قانون» که به عنوان بدیل جلد سوم منتشر شده است.

طباطبایی بارها در این کتاب اشاره می‌کند که این کتاب نه «بحثی سیاسی و لاجرم ایدئولوژیکی، یعنی ناظر بر موضع‌گیری در پیکار برای قدرت»، «بلکه کوششی برای بحث دربارهٔ ایران به عنوان «موضوع دانش نوآیینی» است که باید تأسیس شود و اضافه می‌کند «سیاست می‌تواند تابع آن باشد، ولی این بحث تابع قدرت سیاسی نیست.»

## مجلدات
- تأملی دربارهٔ ایران:
  - جلد نخست:  دیباچه‌ای بر نظریهٔ انحطاط ایران با ملاحظات مقدماتی در مفهوم ایران، چاپ نخست: ۱۳۸۰، ناشر کنونی: مینوی خرد، ۶۳۲صفحه
  - جلد دوم: نظریهٔ حکومت قانون در ایران[۲][۳]
    - بخش نخست: مکتب تبریز و مبانی تجددخواهی، ۱۳۸۵، مینوی خرد، ۶۹۵ص
    - بخش دوم: مبانی نظریهٔ مشروطه‌خواهی، ۱۳۸۶، مینوی خرد، ۷۲۸ص

  - جلد سوم (منتشر نشده): طباطبایی در مقدمه کتاب «ملت، دولت و حکومت قانون (۱۳۹۸) اشاره می‌کند که جلد سوم تأملی دربارهٔ ایران بنا بود شامل سیر تاریخ اندیشه در ایران در فاصله پیروزی مشروطیت تا انقلاب اسلامی و به ویژه تفسیری حقوقی از مشروطیت در دفتر نخست باشد اما به نوشتهٔ او از آنجا که «نشانه‌هایی از پایان راه در افق در حال پدیدار شدن است» (مقدمهٔ کتاب، ص۱) حدود یک‌دهم جلد سوم در قالب کتاب «ملت، دولت و حکومت قانون؛ جستار در بیان نص و سنت» به دست انتشارات مینوی خرد به چاپ رسید.

## نقد و بررسی
آثار زیر در نقد و بررسی این اثر نگاشته شده‌اند:
- پرسش از انحطاط ایران (بازخوانی اندیشه‌های دکتر سید جواد طباطبایی)، علی‌اصغر حقدار، تهران: کویر، ۱۳۸۴
- تأملی بر عقب‌ماندگی ما: نگاهی به کتاب «دیباچه‌ای بر نظریهٔ انحطاط ایران» نوشته دکتر جواد طباطبایی، حسن قاضی‌مرادی، تهران: انتشارات اختران